# Sleepy Eye (Minnesota)
Sleepy Eye est une ville américaine située dans le Comté de Brown, dans le Minnesota. Selon le recensement de 2010, sa population est de 3 599 habitants.